# 費勒岩
64°42′S 62°48′W / 64.700°S 62.800°W
費勒岩（Ferrer Rocks），是南極洲的岩石，位於葛拉漢地的丹科海岸，處於克特利角、龍格島和尤斯弗爾島之間的傑拉許海峽，由智利探險隊繪入地圖，現時由南極條約體系管理。